# Rajd Chorwacji 2011
Rajd Chorwacji 2011 (38. Croatia Rally) – 38 edycja rajdu samochodowego Rajd Chorwacji rozgrywanego w Chorwacji. Rozgrywany był od 20 do 22 maja 2011 roku. Bazą rajdu była miejscowość Rijeka. Była to druga runda Rajdowych Mistrzostw Europy w roku 2011 oraz czwarta runda Rajdowych Mistrzostw Chorwacji. Składał się z 15 odcinków specjalnych.

## Klasyfikacja rajdu[2]
| Msc. | Kierowca          | Pilot                 | Samochód                       | Czas      | Strata   |
| ---- | ----------------- | --------------------- | ------------------------------ | --------- | -------- |
| 1.   | Luca Rossetti     | Matteo Chiarcossi     | Fiat Abarth Grande Punto S2000 | 2:21:09.1 | 0.0      |
| 2.   | Luca Betti        | Maurizio Barone       | Peugeot 207 S2000              | 2:22:51.2 | +1:42.1  |
| 3.   | Maciej Oleksowicz | Andrzej Obrębowski    | Ford Fiesta S2000              | 2:24:01.0 | +2:51.9  |
| 4.   | Dimityr Iliew     | Yanaki Yanakiev       | Škoda Fabia S2000              | 2:25:33.6 | +4:24.5  |
| 5.   | Szymon Ruta       | Sebastian Rozwadowski | Peugeot 207 S2000              | 2:27:14.2 | +6:05.1  |
| 6.   | Antonín Tlusťák   | Jan Škaloud           | Škoda Fabia S2000              | 2:28:09.9 | +7:00.8  |
| 7.   | Niko Pulić        | Bruno Šantić          | Fiat Abarth Grande Punto S2000 | 2:28:15.0 | +7:05.9  |
| 8.   | Maciej Rzeźnik    | Przemysław Mazur      | Subaru Impreza STi R4          | 2:29:40.2 | +8:31.1  |
| 9.   | Rok Turk          | Enej Ložnar Kranjc    | Peugeot 207 RC R3T             | 2:34:32.7 | +13:23.6 |
| 10.  | Elia Bossalini    | Daniele Mangiarotti   | Peugeot 207 S2000              | 2:35:48.4 | +14:39.3 |